# باشگاه فوتبال هولاندس و بلایر
باشگاه فوتبال هولاندس و بلایر (به انگلیسی: Hollands & Blair Football Club) یک باشگاه فوتبال در شهر جیلینگام، کنت، کشور انگلستان است که در سال ۱۹۷۰ میلادی تأسیس شده‌است.